# Petra Comoth
Petra-Maria Comoth (Sourbrodt, 17 augustus 1961) is een Belgisch voormalig kegelaarster.

## Levensloop
Op de Wereldspelen van 2005 te Duisburg behaalde ze in het enkelspel zilver.
Op de wereldkampioenschappen van 2007 te Eupen behaalde ze met Clemens Wirtz zilver in het onderdeel 'gemengd duo'. In het enkelspel behaalde ze er brons, evenals met het Belgisch team. Op het WK van 2013 in het Luxemburgse Pétange behaalde ze zilver in het enkelspel.